# Lätiniidi
Koordinaten: 58° 28′ N, 22° 0′ O
Lätiniidi ist ein Dorf (estnisch küla) auf der größten estnischen Insel Saaremaa. Es gehört zur Landgemeinde Saaremaa (bis 2017: Landgemeinde Kihelkonna) im Kreis Saare.

## Einwohnerschaft und Lage
Das Dorf hat fünf Einwohner (Stand 31. Dezember 2011). Es liegt auf der Halbinsel Tagamõisa. Westlich des Ortes erstreckt sich der 16,4 Hektar große See Taugapää järv (auch Taugabe järv).